# 劉驥 (天順進士)
劉驥（1414年—？），字德良，江西饒州府浮梁縣人，明朝政治人物。進士出身。

## 生平
江西鄉試第二十一名。天順四年（1460年）庚辰科會試第二十二名，殿試登進士第三甲第四十名。

## 家族
曾祖劉漢宗。祖父劉伯常。父亲劉子諒。